# Medicinskt trauma
Medicinskt trauma syftar på en fysisk skada (till exempel ett lesion) på levande vävnad i en organism.
Traumapatient är en person med livshotande skada, med risk för sekundära komplikationer som chock, andnöd, och död. Medicinska trauma studeras särskilt i traumatologin.